# Xian de Yuncheng
Pour les articles homonymes, voir Yuncheng (homonymie).
Le xian de Yuncheng (郓城县 ; pinyin : Yùnchéng Xiàn) est un district administratif de la province du Shandong en Chine. Il est placé sous la juridiction de la ville-préfecture de Heze.

## Démographie
La population du district était de 1 066 896 habitants en 1999.